# Mangaļsala
Mangaļsala es un barrio de la ciudad de Riga, Letonia.

## Superficie
Posee una superficie de 8,036 kilómetros cuadrados (803,6hectáreas).

## Población
Hasta 2021 presentaba una población de 1201 habitantes, con una densidad de población de 149,4 habitantes por kilómetro cuadrado.

## Transporte

### Rutas
- Autobús: 24.[1]